# Dorsale Lanterman
La dorsale Lanterman è una catena montuosa situata nella regione nord-occidentale della Dipendenza di Ross, nell'entroterra della costa di Oates, in Antartide. La dorsale Lanterman, che fa parte dei monti Bowers, un gruppo montuoso a sua volta facente parte della catena dei monti Transantartici, è orientata in direzione nord/sud, nella quale si estende per circa 60 km, arrivando a una larghezza massima di circa 22 km, ed è costeggiata, a nord e a est dal ghiacciaio Sledgers, che la separa dalla dorsale degli Esploratori e dal massiccio Molar, a ovest dal ghiacciaio Rennick, che la separa dalla dorsale Morozumi, e a sud dal ghiacciaio Canham, che la separa dalla dorsale Alamein.
La catena è costituita principalmente da gneiss del gruppo di Wilson, risalenti a 450-500 milioni di anni fa, soverchiati da strati di rocce sedimentarie appartenenti al supergruppo Beacon, e la sua vetta più alta è quella del monte Bernstein, a nord del ghiacciaio Linder, che arriva a 2424 m s.l.m..

## Storia
L'intera formazione è stata mappata per la prima volta dallo United States Geological Survey grazie a fotografie aeree scattate dalla marina militare statunitense (USN) nel periodo 1960-62 e a ricognizioni terrestri effettuate da spedizioni statunitensi e neozelandesi negli anni 1960. Essa è stata poi così battezzata dal Comitato consultivo dei nomi antartici in onore del comandante William Lanterman, che svolse il ruolo di ufficiale aerologico nel corso delle operazioni Deep Freeze svolte dal 1959 al 1962.